# Peter Gill (político)
Peter Gill é um político paquistanês eleito membro da Assembleia Provincial do Punjab.

## Carreira política
Ele foi eleito para a Assembleia Provincial de Punjab num assento reservado para as minorias nas eleições gerais do Paquistão em 2018, representando o Movimento Paquistanês pela Justiça.